# 高田直美
髙田 直美（たかだ なおみ、1991年5月7日 - ）は日本で活動するミュージカル俳優および元バレリーナである。静岡県三島市出身。劇団四季所属。

## 来歴
4歳の頃から伊藤美智子バレエスタジオでクラシックバレエを始め、日本大学三島高等学校3年時の2010年1月にミス日本2010関東代表となりファイナリスト選出審査に出場した。
高校卒業後の同年4月から劇団四季研究所へ入所し、同年9月17日に開幕したコーラスライン全国公演のロイス役で初舞台出演を果たした。

## 人物
同じく劇団四季所属の吉田千那津は伊藤美智子バレエスタジオ時代からの同僚である。
趣味は舞台鑑賞と製菓で座右の銘は努力に勝る天才無しである。
ミス日本出場時は身長170cmで体重54kgだった。

## 主な出演作品
- コーラスライン（2010年ロイス）
- クレイジー・フォー・ユー（2011年ベッツイー）
- 劇団四季ソング&ダンス The Spirit（2011年ダンサーパート）
- オペラ座の怪人（2012年アンサンブル8枠）
- 劇団四季ソング&ダンス60 感謝の花束（2013年ダンサーパート）
- ミュージカル異国の丘（2013年アンサンブル）
- 美女と野獣（2015年アンサンブル10枠）
- キャッツ(2022年タントミール）

※括弧内の年は初出演年